# Ontwikkeling door Eenheid
Ontwikkeling door Eenheid (ODE) is een politieke partij in Suriname. Ze werd op 28 januari 2000 opgericht. door Ferdinand Louis.Deze partij is de 39ste in Suriname opgerichte politieke partij.
De partij was de laatste partij die zich meldde om mee te doen aan de verkiezingen van 25 mei 2015. Louis meldde zich met secretaris Pavion Selafem op 21 maart 2015 zonder aanhang bij de KKF-beurshal voor de inschrijving bij het Centraal Hoofdstembureau. De kandidatuur van de partij werd echter afgewezen omdat de 1%-grens niet gehaald was. De partij heeft bezwaar aangetekend en het bezwaar van de partij werd door president Desi Bouterse op 11 april afgewezen. Aanvankelijk maakte ODE deel uit van de partij alliantie Mega Front, maar is om onbekende redenen uit de alliantie getreden. De alliantie deed zonder ODE, wel mee aan de verkiezingen.